# Tim Payne
Timothy John Payne (Auckland, 10 de janeiro de 1994) é um futebolista profissional neozelandês que atua como defensor, atualmente defende o Wellington Phoenix.

## Carreira
Tim Payne fez parte do elenco da Seleção Neozelandesa de Futebol nas Olimpíadas de 2012.

## Títulos
Seleção Neozelandesa
- Copa das Nações da OFC: 2024